# 28 Ans plus tard
Série 28 Jours plus tard
28 Semaines plus tard
(2007) 28 Years Later: The Bone Temple
(2026)
Pour plus de détails, voir Fiche technique et Distribution.
28 Ans plus tard (28 Years Later) est un film de science-fiction américano-britannique réalisé par Danny Boyle, sorti en 2025.
C'est le troisième volet de la saga débutée avec 28 Jours plus tard (2002), du même réalisateur, et 28 Semaines plus tard (2007), de Juan Carlos Fresnadillo. L'intrigue se déroule vingt-huit ans après que le virus de la rage s'est échappé d'un laboratoire de recherche médicale. Des survivants ont trouvé le moyen de survivre parmi les infectés. Un groupe vit sur une petite île reliée au continent par une unique chaussée fortement défendue. Lorsqu'un père et son fils quittent l'île pour une mission au cœur sombre du continent, ils découvrent les secrets, les merveilles et les horreurs du monde extérieur.
Le film est envisagé comme le premier d'une nouvelle trilogie. Le deuxième opus 28 Years Later: The Bone Temple, débute son tournage fin 2024 et sortira en 2026. La production du 3ème opus dépendra du succès des deux premiers.

## Synopsis
À la suite de la libération accidentelle du virus de la « fureur » qui transforme quiconque en infecté avide de sang, Jimmy, un petit garçon, est le dernier survivant de sa famille, venant de se faire décimer sous ses yeux. Il fuit jusqu’à l'église pour y retrouver son père, prêtre anglican, en transe, heureux que le Jugement dernier soit arrivé. Il confie son crucifix retourné à son fils et se laisse contaminer, pendant que Jimmy assiste impuissant à la scène depuis une cachette.
28 ans plus tard, le virus a été éradiqué d'Europe mais le Royaume-Uni ayant été jugé irrécupérable est devenu une zone de quarantaine à ciel ouvert avec interdiction pour quiconque de s'en approcher, laissant les survivants à leur sort. Une petite communauté s'est établie à Lindisfarne, une île uniquement accessible à marée basse, et survit convenablement. Spike, 12 ans, s'apprête à faire sa première sortie sur le continent avec son père Jamie, laissant sa mère atteinte de crises de démence, Isla, seule. Spike réussit à tuer ses premiers infectés, des « rampes-lent » qui ont la faculté de ramper sans faire de bruit, découvre la beauté de la nature jusqu'à trouver une maison abandonnée dans laquelle un infecté, pendu par les pieds, porte le nom Jimmy gravé dans sa peau. Continuant leur exploration, père et fils fuient lorsqu'ils découvrent un cerf massacré, la tête et la colonne vertébrale arrachée suspendues à un arbre. Cette particularité alerte le père, c’est le signe qu’un Alpha, un super contaminé capable de donner des ordres aux autres membres de sa horde, est dans le périmètre. Ils tentent alors de s’échapper et de rentrer vers la digue mais ils se retrouvent en face de l’Alpha accompagné de huit coureurs. À la suite d'une course poursuite intense, Jamie et Spike parviennent à se mettre hors d'atteinte dans le grenier de la maison, Spike remarque pendant la nuit un brasier au loin que son père ne sait expliquer. Pendant la nuit, la maison s’écroule après que l'arrivée importante d'une horde de cerfs a fragilisé la structure de la maison, Spike et son père doivent alors fuir les contaminés attirés par le bruit. Les deux réussissent in extremis à traverser le bras de mer, poursuivis par l'Alpha qui est tué par les autres habitants.
Une grande fête est organisée en l'honneur de Spike qui se sent mal à l'aise lorsque Jamie exagère grossièrement en vantant les exploits de son fils. Plus tard, il le surprend en plein acte sexuel avec Rosie, une autre villageoise. Spike s'entretient avec un vieil ami de la famille qui prend soin d'Isla et apprend que le brasier est l’œuvre du Dr Kelson. Le lendemain, Spike demande des explications à son père, qui lui explique que lors d'une sortie avec d'autres villageois, ils avaient découvert un homme ayant une centaine de corps qu'il avait disposés pour un rituel. Le pensant fou, ils s'étaient enfuis. Spike accuse son père de laisser mourir sa mère pour pouvoir se remarier avec Rosie. Jamie le gifle et Spike menace son père avec un couteau, lui demandant de partir et de les laisser tranquilles, lui et sa mère.
Décidé à soigner sa mère, Spike met le feu aux réserves et profite de la diversion pour s’échapper avec sa mère sur le continent pour rencontrer le Dr Kelson. À la nuit tombée, Spike manque de se faire dévorer par un rampe-lent dans son sommeil mais est sauvé par mère. Le lendemain mère et fils se retrouvent coincés dans une station service, ils sont sauvés par Erik, un soldat suédois de l'OTAN dont l'unité a été décimée par un Alpha et sa horde. Attirée par des cris, Isla découvre une infectée sur le point d'accoucher dans un train abandonné. Le bébé naît sain mais Erik tue la mère contaminée, menace Spike et Isla et juge qu'il faut également tuer le bébé, avant de se faire décapiter par l'Alpha. Spike et Isla s'enfuient, poursuivis par le monstre qui est mis hors d'état de nuire par le Dr Kelson grâce à des sédatifs.
Kelson les emmène jusqu'à son sanctuaire, composé d'os et d'une montagne de crânes humains qu'il a empilés pour honorer les morts, citant le memento mori. Kelson ausculte Isla et lui diagnostique un cancer incurable. Après avoir tranquillisé Spike, Isla décide de partir tranquillement grâce aux drogues du médecin. Kelson confie le crâne d'Isla à Spike qui, en transe, le place en haut de la pyramide pour un dernier hommage. Échappant de nouveau à l'Alpha, Spike retourne dans son village mais n'ayant pas oublié l'attitude de son père, laisse le bébé, une fille baptisée Isla, devant la porte avec une lettre d'adieu et repart seul. Jamie ayant appris la nouvelle hurle de tristesse mais ne peut traverser la mer à cause de la marée haute.
28 jours plus tard, Spike se retrouve pris en chasse par des contaminés. Il est alors sauvé par un groupe de survivants violents tous habillés comme Jimmy Savile. Leur chef, portant un crucifix retourné, se présente comme « Sir Jimmy Crystal ».

## Fiche technique
Sauf indication contraire, les informations mentionnées dans cette section peuvent être confirmées par la base de données cinématographiques IMDb,  présente dans la section « Liens externes ».
- Titre original : 28 Years Later
- Titre français : 28 Ans plus tard
- Réalisation : Danny Boyle
- Scénario : Alex Garland
- Décors : Carson McColl, Gareth Pugh et Mark Tildesley
- Costumes : Carson McColl et Gareth Pugh
- Photographie : Anthony Dod Mantle
- Montage : Jon Harris
- Musique : Young Fathers
- Producteurs : Bernard Bellew, Danny Boyle, Alex Garland, Andrew Macdonald et Peter Rice
  - Producteurs délégués : Cillian Murphy et Allon Reich
- Sociétés de production : Columbia Pictures, DNA Films, BFI et Decibel Films
- Société de distribution : Sony Pictures Releasing
- Budget : 60 000 000 $
- Pays de production :  États-Unis,  Royaume-Uni
- Langue originale : anglais
- Format : couleur - 2.76:1
- Genre : horreur, science-fiction post-apocalyptique, thriller
- Durée : 115 minutes
- Dates de sortie[2] : 
  - France : 18 juin 2025
  - États-Unis, Royaume-Uni : 20 juin 2025
- Classification : 
  -  France : Interdit aux moins de 16 ans lors de sa sortie en salles
  -  Québec : 13 ans et plus (13+ / 13 years and over)
  -  Royaume-Uni : interdit aux moins de 15 ans (15 - Suitable only for 15 years and over)
  -  Belgique : potentiellement préjudiciable jusqu'à 16 ans (KNT/ENA : Kinderen Niet Toegelaten  / Enfants Non Admis)

## Distribution
- Alfie Williams : Spike
- Aaron Taylor-Johnson (VF : Mario Bastelica) : Jamie
- Jodie Comer (VF : Marie Diot) : Isla
- Ralph Fiennes : Dr Ian Kelson
- Edvin Ryding (VF : Cyril Descours) : Erik Sundqvist
- Jack O'Connell (VF : Valentin Merlet) : Sir Jimmy Crystal
- Erin Kellyman : Jimmy Ink
- Chi Lewis-Parry : l'Alpha Samson
- Emma Laird : Jimmima
- Christopher Fulford : Sam
- Stella Gonet : Jenny
- Amy Cameron : Rosey

 Source et légende : version française (VF) sur RS Doublage

## Production

### Genèse et développement
En juin 2007, Fox Atomic (en) — filiale de 20th Century Fox — annonce un troisième film, en fonction de la performance financière du deuxième film, après sa sortie vidéo américaine. Le mois suivant, le réalisateur Danny Boyle révèle que l'intrigue d'un troisième volet avait été tracée. En octobre 2010, le scénariste Alex Garland explique que le projet a été retardé, en raison de problèmes sur les droits. En janvier 2011, Danny Boyle déclare que le projet va se concrétiser et confirme le développement d'un scénario. En avril 2013, le cinéaste évoque cependant ses doutes sur la tenue du projet. En janvier 2015, Alex Garland aborde l'avancée du projet alors en development hell (en), même si de sérieuses discussions se poursuivent en coulisses. Il répète que le développement progresse et précise que le scénario s'intulera provisoirement 28 Months Later (28 mois plus tard). En juin 2019, Danny Boyle confirme qu'il travaille toujours sur le film avec Alex Garland. En mars 2020, Imogen Poots exprime son envie de reprendre son rôle du second opus, tout comme Cillian Murphy en mai 2021.
En novembre 2022, Danny Boyle, Alex Garland et Cillian Murphy proclament tous leur envie de faire une suite à 28 Jours plus tard. En juin 2023, Danny Boyle et Alex Garland expriment tous les deux leur intention de concrétiser le projet et révèlent que celui-ci s'intitule désormais 28 Years Later, par rapport à toutes les années qu'il a fallu. Danny Boyle déclare son envie de le réaliser, sauf si Alex Garland le souhaite. En juillet 2023, Cillian Murphy révèle qu'il a récemment discuté de la possibilité d'un troisième film avec Danny Boyle et confirme son envie de reprendre son rôle si Danny Boyle et Alex Garland reviennent aussi.
En janvier 2024, il est annoncé que le troisième film, officiellement titré 28 Years Later, est officiellement en développement. Il est précisé qu'il devrait être le premier d'une nouvelle trilogie. Danny Boyle est annoncé à la réalisation du premier opus, avec un scénario écrit par Alex Garland ; tandis que ce dernier écrira également les scripts de chacune des deux suites prévues. Danny Boyle, Alex Garland, Andrew Macdonald et Peter Rice sont annoncés comme producteurs,. En février 2024, Cillian Murphy est en discussion pour rejoindre le projet. Le mois suivant, Alex Garland confirme qu'il est bien en train d'écrire une trilogie tout en précisant quelque temps plus tard s'être en partie inspiré de Kes (1969) de Ken Loach. Cillian Murphy est ensuite annoncé comme producteur délégué.

### Attribution des rôles
En avril 2024, Jodie Comer, Aaron Taylor-Johnson et Ralph Fiennes sont annoncés. Ils sont rejoints par Jack O'Connell le mois suivant.
En mai 2024, la participation de Cillian Murphy est officiellement confirmée. Cependant, en janvier 2025, Andrew Macdonald confirme que l'acteur ne sera pas présent dans le film, bien qu'il en reste producteur délégué.

### Tournage
Le tournage débute le 7 mai 2024 à Northumberland en Angleterre,. Les prises de vues ont lieu à Newcastle, sur l'île de Lindisfarne ou encore à Hexham.
Le film a été tourné entièrement à l'iPhone 15 Pro.

### Musique
En mai 2025, il est révélé que la musique du film sera composée par le groupe de hip-hop progressif Young Fathers.
Une lecture de 1915 par Taylor Holmes du poème Boots de Rudyard Kipling est intégrée au film,,.

## Sortie et accueil

### Accueil critique
En France, le site Allociné donne une moyenne de 3,3⁄5, d'après l'interprétation de 22 critiques de presse.

### Box-office
| Pays ou région    | Box-office       | Date d'arrêt du box-office | Nombre de semaines |
| ----------------- | ---------------- | -------------------------- | ------------------ |
| France            | 532 674 entrées, | 23 juillet 2025            | 7 (en cours)       |
| États-Unis Canada | 70 367 300 $     | 7 août 2025                | 7 (en cours)       |
| Total mondial     | 150 010 239 $    | -                          |                    |

## Suites
En avril 2024, Nia DaCosta est évoquée pour réaliser le second film de la nouvelle trilogie annoncée. Danny Boyle, Alex Garland, Andrew Macdonald, Peter Rice et Bernie Bellew sont toujours liés comme producteurs. La participation de la réalisatrice est officiellement confirmée le mois suivant. Il est annoncé qu'il sera tourné back-to-back avec 28 Years Later. Bien qu'aucun titre n'ait été officiellement annoncé, un document du United States Copyright Office annonce 28 Years Later: The Bone Temple. Cette suite sortira début 2026.